# فیوز

نمادهای الکترونیک فیوز. آی‌ئی‌سی (بالایی) و IEEE/انسی برای آمریکا و کانادا (دو نماد پایینی)

فیوز (به انگلیسی: Fuse) یک قطعه و وسیله‌ای حفاظتی است که در مدارهای الکتریکی و الکترونیکی کاربرد دارد و آن‌ها را در برابر افزایش غیرمجاز جریان الکتریکی محافظت می‌کند. اگر جریانی بیش از جریان نامی از فیوز بگذرد واکنش فیوز قطع جریان الکتریکی خواهد بود و قطع جریان، دیگر قسمت‌ها آسیب نخواهند دید.
در الکترونیک و مهندسی برق امروز، هزاران طرح مختلف فیوز برای ولتاژ و جریان‌های ویژه، ظرفیت و زمان واکنش؛ بسته به برنامهٔ کاربردی آن، طراحی و تولید شده است. این تنوع در ویژگی‌های زمانِ واکنش، به طراحان کمک می‌کند تا با انتخاب دقیق‌تر؛ همزمان با ارائهٔ ایمنی کافی، از انقطاع بی‌مورد جریان جلوگیری کنند. معمولاً برای یک مدار الکتریکی خاص، مقررات و آئین‌نامه‌های سیم‌کشی، حداکثر مجاز مقدار آن را تعیین می‌کنند. اتصال کوتاه، اضافه‌بار، بارهای نامتقارن یا خرابی دستگاه، دلایل اصلی عمل کردن فیوز هستند.
هرچند که فیوز از روزهای نخست مهندسی برق یک ابزار ضروری ایمنی بوده، این قطعه اولین بار توسط توماس ادیسون در سال ۱۸۹۰ میلادی ثبت اختراع شده است.
یک فیوز ابزار خودکاری برای قطع رسیدن نیرو به یک سیستم معیوب است که می‌تواند با قطع اتصال خودکار، تأمین شود. این قطع کننده مدار می‌تواند به عنوان یک جایگزین برای فیوزها مورد استفاده قرار گیرد ولی ویژگی‌های متفاوت قابل توجهی با آن دارد.
در ایران، اگرچه در گویش عامیانه و به ویژه در مصارف خانگی، واژهٔ فیوز ممکن است برای اشاره به مدارشکن نیز به کار رود (که از نظر کاربرد و عملکرد، تفاوت‌هایی با فیوز دارد)، این دو را لزوماً نباید با هم یکی دانست.

## نحوه عملکرد فیوز ساده
عنصر اصلی ساده‌ترین فیوز، نواری فلزی است که در یک محفظهٔ غیررسانا قرار دارد. با عبور بیش از حد مجاز جریان، نوار فلزی ذوب شده و مدار الکتریکی قطع می‌شود.

## انواع فیوز

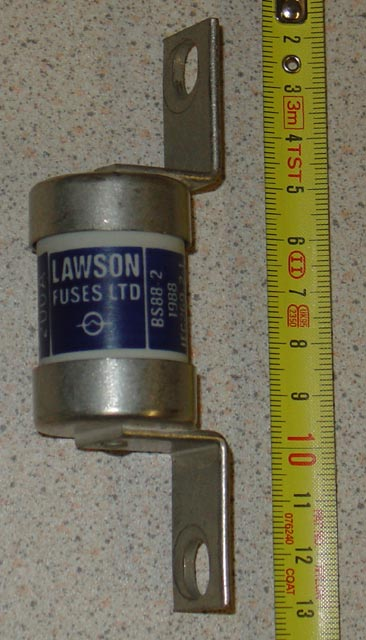
فیوز صنعتی ۲۰۰ آمپر با ظرفیت قطع ۸۰ کیلوآمپر.

### انواع فیوزها از نظر سرعت عملکرد

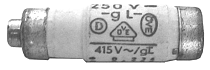
نمونه‌ای از نشانه‌های انطباق که ممکن است روی فیوز دیده شود.

فیوزها از نظر سرعت عملکرد به دو دسته کندکار و تندکار تقسیم می‌شوند.
1. فیوزهای کندکار: این نوع فیوزها در برابر عبور جریان بیش از حد واکنش ملایم تری از خود نشان می‌دهند و برق را دیرتر قطع می‌کنند. با این‌همه واکنش این فیوزها در برابر جریان اتصال کوتاه تقریباً لحظه‌ای است.
2. فیوزهای تندکار: این فیوزها زمان قطع کمتری نسبت به فیوزهای کندکار داشته و به همین دلیل در مصارف روشنایی استفاده می‌شوند.

### انواع فیوزها از نظر ساختار
1. فیوز ذوب شونده
2. فیوز مینیاتوری
3. فیوز حلقوی

#### فیوزهای مینیاتوری

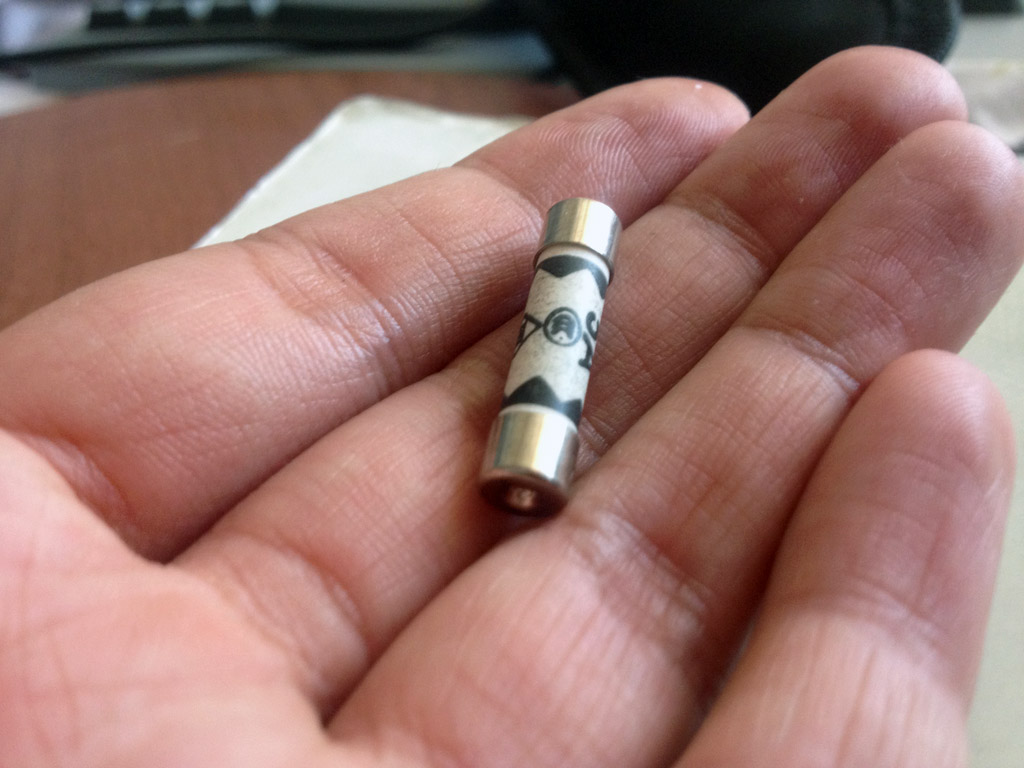
اندازهٔ فیوز شارژر لپ‌تاپ در مقایسه با دست انسان

فیوزهای مینیاتوری نوعی از فیوزها هستند که می‌توانند از مدارات در برابر جریان اتصال کوتاه و جریان اضافه‌بار محافظت نمایند. این فیوز، از دو مکانیسم استفاده می‌کند؛
1. تشخیص و قطع جریان اتصال‌کوتاه، به وسیلهٔ یک سیم‌پیچ با تعداد دور کم و قطر زیاد انجام می‌شود. با عبور جریان اتصال کوتاه (که بسیار زیاد است)، سیم پیچ، ناگهان به یک آهن‌ربای قوی تبدیل شده، کنتاکت فیوز را قطع کرده و جریان مدار را به سرعت قطع می‌کند.
2. تشخیص و قطع جریان اضافه‌بار (جریان بیش از تحمل مدار)، به عهده یک قطعهٔ بیمِتال (Bimetal، به معنی دو-فلزی) است. بیمِتال از دو فلز که ضریب انبساط گرمایی آنها با هم متفاوت بوده و بسیار محکم به یکدیگر وصل شده‌اند، ساخته شده است. با عبور جریان الکتریکی از دو فلز، آنها گرم شده و از آنجایی که دو فلز بسیار محکم به هم وصل شده و نیز ضریب انبساط گرمایی آنها متفاوت است، یکی از آنها بیشتر از دیگری منبسط شده و قطعهٔ بیمِتال را به تدریج خم می‌کند. بر اثر خم شدن بیمِتال، کنتاکت فیوز قطع شده و مدار را قطع می‌کند.

فیوزهای مینیاتوری بر حسب نوع کاربرد به دو گروه تند کار و کند کار تبدیل می‌شوند. از فیوز تند کار جهت مدارهای روشنایی (غیر موتوی) و از فیوز کند کار جهت مدارات موتوری استفاده می‌شود.
فیوز ترانسفورماتور که اغلب کات اوت (CUT OUT FUSE) نامیده می‌شود یک المنت است و چون با برداشتن تیغه فولادی یا نگهدارنده فیوز مدار مانند قطع یک کلید، باز می‌شود به آن کات اوت می‌گویند. فیوز کات اوت جهت حفاظت ترانسفورماتور در مقابل جریان‌های زیاد احتمالی ناشی از اتصال کوتاه یا اضافه بار در شبکه فشار ضعیف و سیم پیچی‌های داخل ترانسفورماتور به کار می‌رود.

## قسمت‌های یک کات اوت
کات اوت شامل دو قسمت است یکی محفظه مسدود که اتصالات خط به آن می‌بندد و طوری ساخته شده که به کراس آرم بسته می‌شود و دیگری نگهدارنده فیوز که متحرک است و به آسانی المنت داخل آن قابل تعویض است.

## انواع کات اوت
کات اوت‌های توزیع معمولاً سه نوع هستند: کات اوت مسدود – کات اوت باز – کات اوت با المنت بدون محافظ یا (روباز).
کات اوت‌هایی که معمولاً در برق ایران مصرف می‌شود از نوع باز هستند.

#### فیوزهای بوکسی (آلمانی: Buchse)
این فیوزها دارای فشنگی هستند که می‌تواند از نوع تندکار یا کندکار باشد. نوع تندکار معمولاً برای مدارهای شدت روشنایی و نوع کندکار معمولاً برای الکتروموتورها به کار می‌رود که در اصطلاح به آن فشنگ موتوری می‌گویند. داخل فشنگ‌ها یک سیم حرارتی ذوب شونده وجود دارد که اطراف آن با خاک نرم کوارتز و ماسه پر می‌شود تا حرارت و جرقهٔ حاصل از سوختن سیم حرارتی را به خود جذب کند. فشنگ‌ها دارای یک پولک رنگی در انتهای خود هستند که پشت شیشهٔ کلاهک فیوز قرار می‌گیرد. این پولک با یک سیم نازک به سر فشنگ وصل شده که آمپر نامی آن را مشخص می‌کند، و پس از سوختن فیوز این پولک نیز به داخل آن می‌افتد.
| رنگ پولک  | جریان نامی فیوز به آمپر |
| صورتی     | ۲                       |
| قهوه‌ای    | ۴                       |
| سبز       | ۶                       |
| قرمز روشن | ۱۰                      |
| خاکستری   | ۱۶                      |
| آبی       | ۲۰                      |
| زرد روشن  | ۲۵                      |
| سیاه      | ۳۵                      |
| سفید      | ۵۰                      |
| مسی روشن  | ۶۳                      |
| نقره‌ای    | ۸۰                      |
| قرمز تیره | ۱۰۰                     |
| زرد تیره  | ۱۲۵                     |
| مسی       | ۱۶۰                     |
| ابی تیره  | ۲۰۰                     |

## نگارخانه

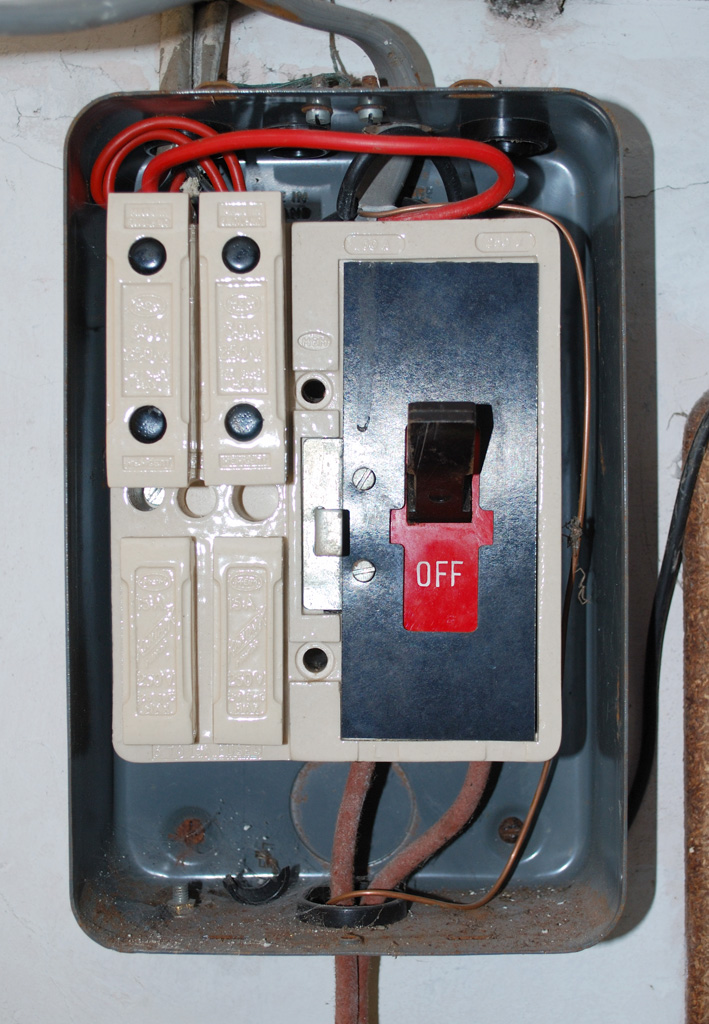
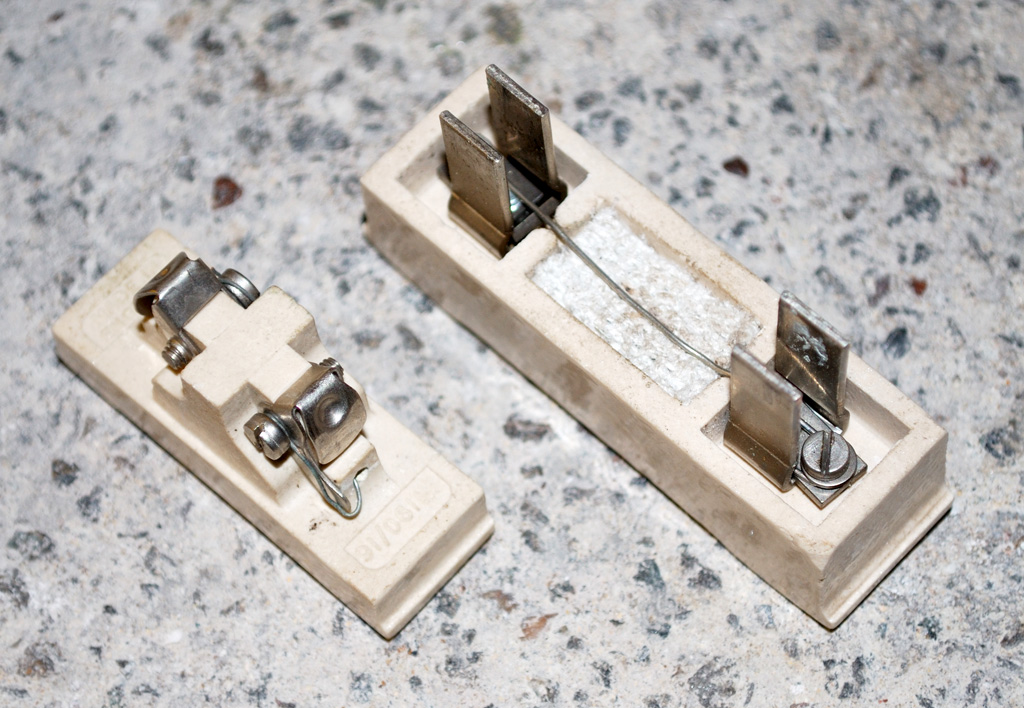
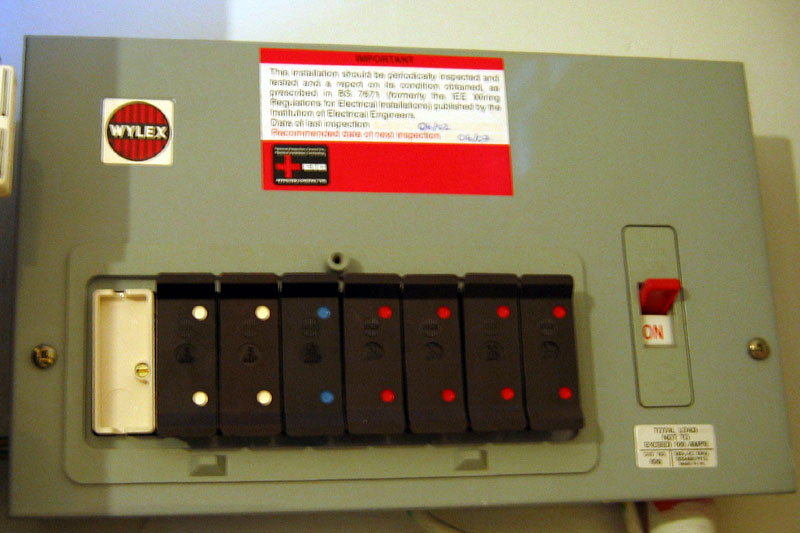
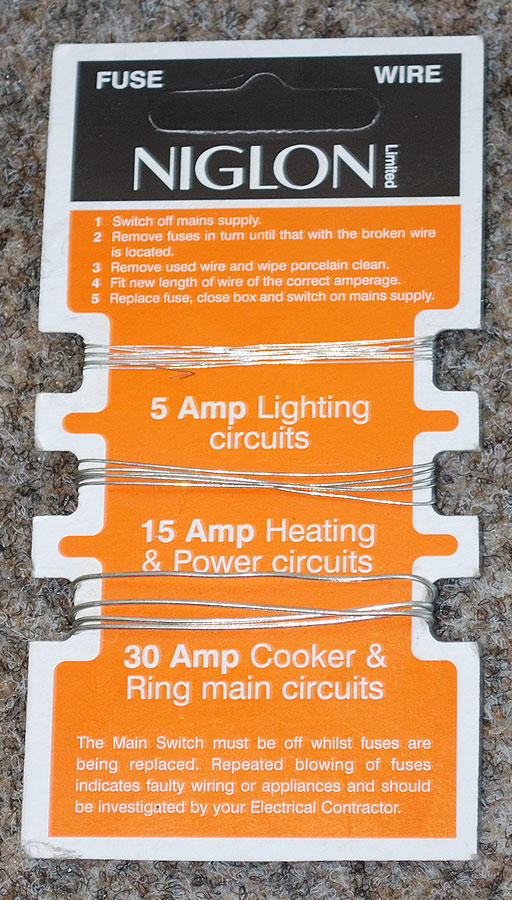